# Национална библиотека на Украйна
Националната библиотека на Украйна „В. И. Вернадски“ (на украински: Національна бібліотека України імені В. І. Вернадського) в Киев е най-голямата по обем на фонд и площ на помещенията библиотека в Украйна, главен научно-информационен център в държавата, научноизследователски институт с клонове по история, философия и право към Националната академия на науките на Украйна.
Влиза в 10-те най-големи национални библиотеки в света. С решение на Висшата атестационна комисия на Украйна от 7 юли 2008 година № 436/311, всички електронни периодични, печатни, научни издания се публикуват и на сайта на институцията.

## История
Библиотеката е основана на 2 август 1918 г. като Национална библиотека на украинската държава. На 23 август същата година в Киев е създаден Временен комитет за основаване на национална библиотека. В първия състав на комитета влизат председателят Владимир Вернадски (първи президент на НАН) и членове Сергей Ефремов, Агафангел Кримски, И. Житецки и В. Кордт.
През август 1941 г. библиотеката е евакуирана в столицата на Башкортостан, Уфа, където в помещенията на Държавния педагогически институт е открита читателска зала със свободен достъп. През май 1944 г. тя е върната в Киев.

## Организационна структура
Библиотеката има над 40 подразделения, групирани в различни институти (библиотекознание, украински книги, ръкописи, архивистика, биографически изследвания), центрове (консервация и реставрация, културно-просветен, компютърни технологии, научно-издателски), Президентски фонд и Служба за информационно-аналитично обезпечаване на органите на държавната власт (СИАО). В институцията работят повече от 900 сътрудници, от тях библиотечни – 65%, научни – 20% и помощен персонал – 15%.

## Сгради
Библиотека „В. И. Вернадски“ е най-голямата по площ такава институция в Украйна.
През 1929 – 1930 г. е построена сграда на адрес „Владимировска“ 62. Тя е в стил неокласицизъм и е по проект на архитектите В. А. Осмак и П. Ф. Альошин. След 1989 г. на това място се помещава Филиал 1 на библиотеката.
Главната сграда е построена през 1989 г. на площ от 3 хектара. Вертикалната част на съоръжението (книгохранилището) се разполага на 27 етажа, а в хоризонталната част се намират читалните и служебните помещения на библиотеката.

## Библиотечен фонд
Фондът наброява около 15 млн. единици: книги, периодични и серийни издания, карти, нотни издания, графики, репродукции, ръкописи, старопечатни книги, вестникарски архиви, документи на нетрадиционни носители. Библиотеката съхранява най-пълната колекция от паметници на славянската писменост, както и ръкописи, автографи и лични архиви на видни дейци на украинската и световната наука и култура.
Ежегодно във фонда постъпват 160 – 180 хил. документи (книги, вестници, списания и др.). Библиотеката комплектува всички украински издания.